# Guy Dufour
Guy Dufour (Mol, 14 maart 1987) is een Belgische voetballer die als middenvelder speelt. 

## Biografie
Guy Dufour is een linksvoetige middenvelder die over een uitstekende traptechniek beschikt. Hij werd in België geboren, maar werd als voetballer in Nederland opgeleid. Zo doorliep hij zes jaar lang de jeugdopleiding van PSV Eindhoven. Een overstap naar het eerste elftal kwam er bij PSV echter niet, en dus vertrok Dufour in 2006 naar tweedeklasser FC Volendam, waar hij op 11 augustus debuteerde tegen HFC Haarlem.
In januari 2008 stapte Dufour over naar reeksgenoot FC Eindhoven. Hij maakte er de rest van het seizoen af. Nadien keerde de middenvelder terug naar België, waar hij een contract tekende bij KVSK United. In 2010 greep United net naast de promotie. Na afloop van het seizoen veranderde de club haar naam in Lommel United, en greep het opnieuw net naast de titel.
In april 2011 tekende Dufour een contract voor twee seizoenen (met een optie op nog eens twee seizoenen) bij eersteklasser Standard Luik. Maar van de ploeg mag hij alweer vertrekken zonder een match gespeeld te hebben.
In juni 2012 tekende hij een contract van 3 seizoenen bij Sint-Truidense VV

## Carrière
| Seizoen | Club                                  | Land      | Wedst | Goals | Competitie     |
| ------- | ------------------------------------- | --------- | ----- | ----- | -------------- |
| 2006/07 | FC Volendam                           | Nederland | 22    | 0     | Jupiler League |
| 2007/08 | FC Volendam                           | Nederland | 4     | 0     | Jupiler League |
| 2007/08 | FC Eindhoven                          | Nederland | 11    | 1     | Jupiler League |
| 2008/09 | KVSK United                           | België    | 31    | 3     | Tweede Klasse  |
| 2009/10 | KVSK United                           | België    | 32    | 7     | Tweede Klasse  |
| 2010/11 | Lommel United                         | België    | 37    | 12    | Tweede Klasse  |
| 2011/12 | → Antwerp FC (huur van Standard Luik) | België    | 30    | 2     | Tweede Klasse  |
| 2012/13 | Sint-Truidense VV                     | België    | 22    | 2     | Tweede Klasse  |
| 2013/14 | Sint-Truidense VV                     | België    | 20    | 3     | Tweede Klasse  |
| 2014/15 | KAS Eupen                             | België    | 35    | 2     | Tweede Klasse  |
| 2015/16 | KAS Eupen                             | België    | 2     | 1     | Tweede Klasse  |
| Totaal  |                                       |           | 246   | 33    |                |